# Pfarrkirche Waitzendorf

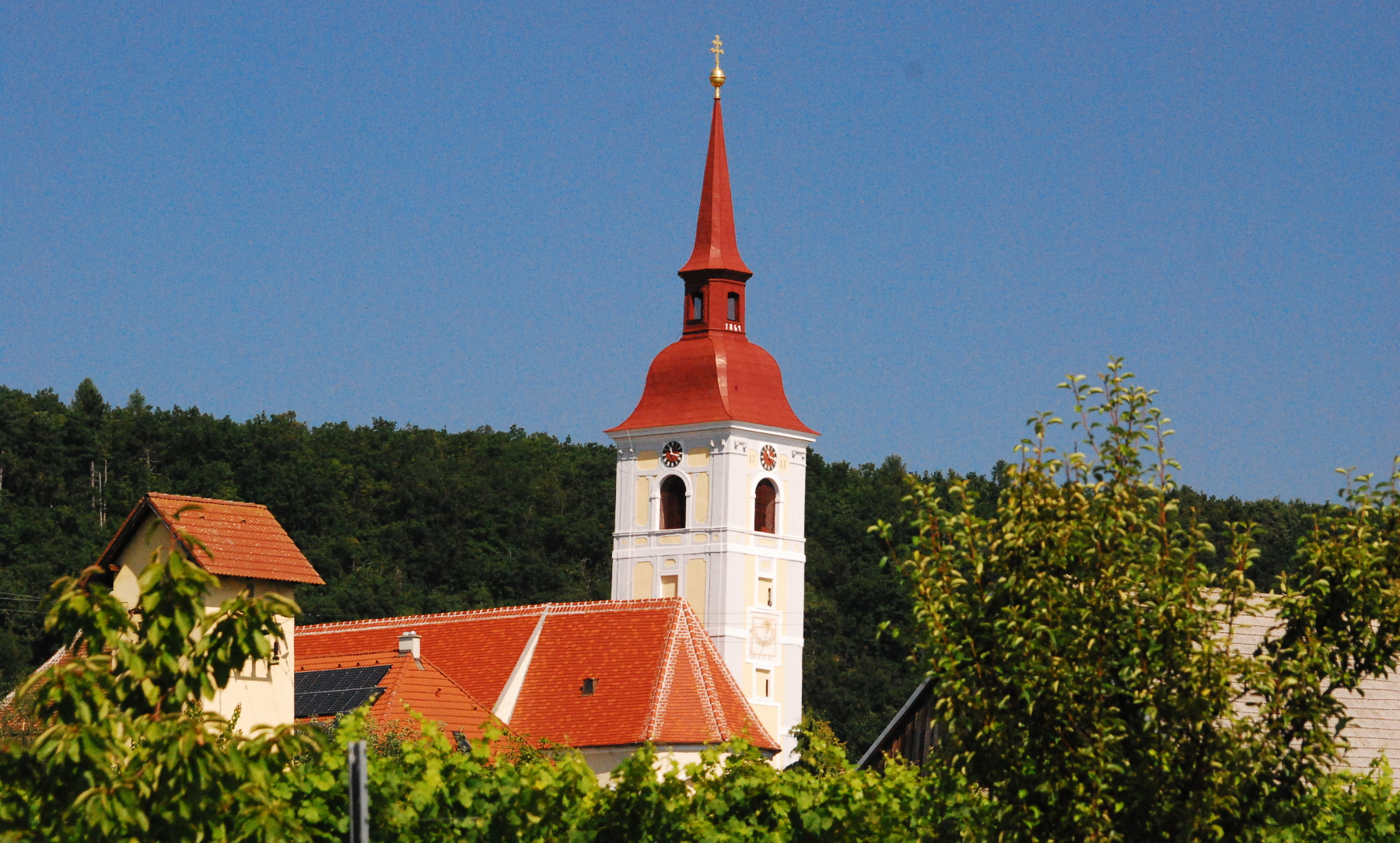
Die Pfarrkirche von Waitzendorf mit ihrem schiefen Turm

Die Pfarrkirche Hl. Dreifaltigkeit von Waitzendorf (Gemeinde Schrattenthal) in Niederösterreich wurde auf einer Anhöhe an der Südseite des Ortes errichtet. Sie ist bekannt ist für ihren schief stehenden Turm und steht unter Denkmalschutz (Listeneintrag).

## Geschichte und Beschreibung
Die Pfarrkirche von Waitzendorf wird urkundlich 1398 anlässlich einer Messstiftung erstmals erwähnt. Einer weiteren, 1421 erfolgten Messstiftung verdankte sie den Namen Marienkirche zur ewigen Frühmesse. Erst 1749 wurde sie der heiligen Dreifaltigkeit geweiht. 1720 wurde die Kirche zur Pfarrkirche erhoben. Bis dahin war Waitzendorf eine Filiale von Pulkau und wurde vom Schottenstift in Wien betreut.
Ein eigener Ortsfriedhof umgab die Kirche. Er wurde am 1. Oktober 1679 von Abt Johann X. eingeweiht. 1820 wurde ein neuer Friedhof an anderer Stelle angelegt.
Der polygonale Chor und das zwischen 1823 und 1831 in westlicher Richtung bis zum Pfarrhof verlängerte Langhaus des ursprünglich gotischen Baus werden von Strebepfeilern aus dem 15. Jahrhundert gestützt. 1803 wurde an Stelle des ursprünglichen gotischen Netzrippengewölbes eine Flachdecke errichtet. Ebenfalls zu Anfang des 19. Jahrhunderts wurden die Rundbogenfenster eingebaut.
Der Turm schließt an der Nordseite des Chores an den Kirchenbau an und besitzt ein Haubendach mit einer Laternenspitze. Errichtet wurde er von den Waitzendorfern als angeblich schönster Kirchturm in der Umgebung, da sie sich einen eigenen Pfarrer erhofften. Dazu kam es aber erst, als Graf Christoph Schallenberg als Grundherr sich am 28. Juni 1719 zur Errichtung eines neuen Pfarrhofs und zu Beiträgen zur Erhaltung eines eigenen Pfarrers verpflichtete.

## Kirchturm
Der 37 Meter hohe Kirchturm der Kirche wurde zwischen 1711 und 1712 oder 1713 in der Barockzeit im Stil der Spätrenaissance errichtet und verfügte ursprünglich über einen Doppelzwiebelhelm. Da er sich neigte, wurde 1932 ein zusätzliches Fundament errichtet. Die Neigung beträgt derzeit etwa 1,1 Grad, nimmt aber nach wie vor zu.

## Ausstattung
Die einmanualige Orgel aus 1913 mit 8 Registern wurde von Franz Strommer gebaut.